# 方塊擂台
，又名《俄羅斯方塊擂台》，是由世嘉公司（SEGA）於1990年推行的遊戲。遊戲保留了《俄羅斯方塊》的規則外，還增加了特殊方塊的元素，讓遊戲更加刺激感。

## 遊戲概要
玩家可以單人進行遊戲，也可以雙人挑戰。單人獨自進行遊戲時，玩家除了以傳統《俄羅斯方塊》的方式進行遊戲外，還會有其他下列的成分：
- 在外框的其中一側，會有六個指示燈，當六個指示燈同時閃爍，玩家的磚塊掉落至最底而固定者，系統會依序再推高一層磚塊。
- 會有五個寶物方塊，協助參賽者更能輕易過關。

計分方式，則是比照早期世嘉版的《俄羅斯方塊》計分。

### 指示燈
指示燈告知玩家遊戲會每六燈循環，會提升一層方塊。當然，提升的方塊是可以被削除的。但如果玩家的方塊累積過多，背景音樂發出遊戲快結束的警訊，即使指示燈六個同時閃爍，接下來也不會再有提升方塊的情形，這種情況，直到玩家解除了這個危機，或者到最頂端，致使遊戲結束。

### 寶物方塊
寶物方塊是附著在七組俄羅斯方塊內的其中一個方塊，以閃爍的方式顯現。
寶物方塊有下列五個：
- 人造衛星（Satellite，以「S」表示）：

人造衛星可發射子彈，每一個子彈，可刪除一格方塊。若玩家能在人造衛星墜落前，全數把子磚塊擊完畢，還能獲得額外分數。若人造衛星到達最底端時，玩家則不能再利用人造衛星消除方塊。
- 小鳥妃奇（Flicky，以「F」表示）：

小鳥妃奇是以1984年推出的遊戲《小鳥妃奇》（日文：フリッキー）內的主角妃奇（Flicky）為主。玩家可以透過小鳥妃奇發射磚塊。每發射一格磚塊，可以填滿空隙處。當然，填滿一排磚塊，可以消去並得分。妃奇到最底端，則玩家就不能再利用妃奇填補方塊。
- 炸彈（Bomb，以「B」表示）：

炸彈可以炸掉一部分的方塊，尤其用於被堵塞的地方最好用。
- 十六噸砝碼（16 Tons，以「16」表示）：

以《幻想地帶》（日文：ファンタジーゾーン）遊戲內的十六噸砝碼為主，可以一次消除垂直於該砝碼底下三行的方塊。
- 四排消（4 Lines，以「4」表示）：

從玩家累計最頂端的那一列方塊為主，每隔一列再消一列，最多消除四列方塊，並且降下。

### 雙人遊戲
雙人玩家可以各玩各的，也可以進行對決遊戲（V.S. Mode）。而對決遊戲也有寶物方塊，協助參賽者順利進行遊戲。
對決遊戲中，若其中玩家一次消去至少兩排的磚塊，則該兩排磚塊，就會「推」至另外一個玩家，「被推」的玩家，除正在降落的方塊會被「丟棄」不能用外，還會被向上推。
若誰的方塊堆到最頂層者，則為輸家，反之則為贏家。

## PS2版本遊戲
《擂台方塊》於2006年9月28日，有PS2版本的遊戲。

## 註腳
1. .   [2022-03-21]. （原始内容存档于2020-07-25）.
2. . 電動資訊 No.04 (電動資訊雜誌). 1989-04-01.